# Uladzimir Samsonaǔ
Uladzimir Samsonaǔ odnosno prema ruskom Vladimir Samsonov (bje. Уладзімір Віктаравіч Самсонаў, rus. Владимир Викторович Самсонов) (Minsk, 17. travnja 1976.), je bivši sovjetski i sadašnji bjeloruski stolnotenisač s izvrsnim forhend servisima. 
Jedan je od ponajboljih europskih stolnotenisača. Karijeru je počeo sa 6 godina u Minsku istaknivši se u mlađim kategorijama osvajanjem 13 zlatnih medalja europskim prvenstvima za mlađe uzraste.
U karijeri se može pohvaliti naslovom viceprvaka svijeta iz 1997. (izgubio od Waldnera), te s tri naslova europskog prvaka (1998., 2003. i 2005.) Pobjednik je Svjetskog kupa 1999. i 2001. i finala Pro Toura 1997. godine.
Četiri puta je osvojio Top 12 turnir. Ima i naslov reprezentativnog prvaka starog kontinenta iz 2003., kad su u finalu Bjelorusi svladali Nijemce.

## Vanjske poveznice
|  | Zajednički poslužitelj ima još gradiva o temi Uladzimir Samsonaǔ |